# Aeroport Internacional de Long Thanh
L'Aeroport Internacional de Long Thanh (Cảng hàng không quốc tế Long Thành, Sân bay quốc tế Long Thành) és un aeroport que es preveu construir a la República socialista del Vietnam a 40 km al nord-est de Ciutat Ho Chi Minh.